# 津山農業協同組合
津山農業協同組合（つやまのうぎょうきょうどうくみあい、通称JAつやま）は、岡山県津山市に本店を置いていた農業協同組合。
ATMでは、JAバンクのカードは稼働時間内の終日において、また三菱UFJ銀行のカードは平日のみにおいて、それぞれ自行扱いとなる。
また、家電販売事業でデオデオとフランチャイズ契約を締結し、デオデオファミリーショップ(DFS)JAつやまを運営している。

## 歴史
- 2001年4月1日 - 津山市農業協同組合（JA津山市）、とまた農業協同組合（JAとまた）、久米郡農業協同組合（JAくめぐん）が合併し、津山農業協同組合（JAつやま）となる。
- 2020年（令和2年）4月1日 - 県内8農協による晴れの国岡山農業協同組合への合併に参加し、消滅[1]。

## 業務区域
- 岡山県津山市（勝北地区を除く）
- 岡山県苫田郡鏡野町
- 岡山県久米郡久米南町
- 岡山県久米郡美咲町
- 岡山県加賀郡吉備中央町の一部

## 拠点
- 本店
岡山県津山市横山108番地
- 津山東支店
岡山県津山市高野本郷1492番地1
- 神滝営業所
岡山県津山市堀坂256番地1
- 津山南支店
岡山県津山市中原38番地1
- 河辺出張所
岡山県津山市国分寺592番地2
- 津山支店
岡山県津山市林田35番地2
- 津山西支店
岡山県津山市院庄921番地4
- 佐良山営業所
岡山県津山市平福579番地2
- 田邑営業所
岡山県津山市上田邑1番地
- 津山北支店
岡山県津山市東一宮65番地6
- 鏡野支店
岡山県苫田郡鏡野町古川1000番地
- 大野出張所
岡山県苫田郡鏡野町円宗寺1000番地4
- 香南営業所
岡山県苫田郡鏡野町香々美858番地
- 奥津支店
岡山県苫田郡鏡野町女原31番地9
- 羽出営業所
岡山県苫田郡鏡野町羽出693番地13
- 奥津温泉営業所
岡山県苫田郡鏡野町奥津川西705番地1
- 富営業所
岡山県苫田郡鏡野町富西谷135番地1
- 上斎原営業所
岡山県苫田郡鏡野町上齋原512番地1
- 加茂支店
岡山県津山市加茂町小中原17番地1
- 阿波営業所
岡山県津山市阿波1220番地
- 中央支店
岡山県久米郡美咲町原田1668番地1
- 打穴営業所
岡山県久米郡美咲町打穴里1658番地
- 久米支店
岡山県津山市中北下1261番地3
- 倭文営業所
岡山県津山市桑上26番地2
- 旭支店
岡山県久米郡美咲町西川751番地2
- 江与味営業所
岡山県久米郡美咲町江与味1147番地1
- 久米南支店
岡山県久米郡久米南町下弓削381番地1
- 誕生寺営業所
岡山県久米郡久米南町里方894番地9
- 柵原支店
岡山県久米郡美咲町周佐1035番地
- 飯岡営業所
岡山県久米郡美咲町飯岡1039番地2
- エディオンJAつやま（エディオンファミリーショップ）
岡山県津山市横山128番地

## 脚註
1. ↑  「ＪＡ晴れの国岡山」発足　県内８ＪＡ合併、組合員数全国１位山陽新聞 2020年04月01日